# Lozzo di Cadore
Lozzo di Cadore (Loẑe in ladino) è un comune italiano di 1 229 abitanti della provincia di Belluno in Veneto.

## Geografia fisica
Situato geograficamente al centro del Cadore, nell'alta valle del Piave, il suo territorio è caratterizzato dalla presenza della splendida terrazza naturale di Pian dei Buoi (detto anche la Monte de Sovergna o semplicemente la Monte), alpeggio a quota 1800 m che costituiva anticamente la principale fonte di sostentamento della popolazione.

## Origini del nome
Le origini del toponimo sono ancora molto discusse.
Giuseppe Ciani lo legò al nome romano Lucius, in riferimento a un'antica personalità che si era stabilita sul colle sovrastante l'attuale paese. A conferma di ciò, lo storico affermava che, ai suoi tempi, qui sussistevano ancora i resti di una torre (la residenza del romano) e che un documento del 1234 prova l'esistenza di un villaggio detto Colle de Lucia.
Secondo altri, avrebbe la stessa radice di "luce", ricordando i segnali luminosi che, in passato, servivano per avvisare dell'arrivo di invasori. Per Antonio Ronzon, invece, il nome deriverebbe da luteum "luogo paludoso". Un'ultima ipotesi, infine, la lega a lucus "bosco sacro".

## Storia
Nella seconda metà dell'Ottocento furono rinvenuti numerosissimi reperti, tanto che Giovan Battista Pellegrini e altri studiosi, hanno concluso che Lozzo rappresentasse un centro protostorico e storico di importanza fondamentale. Presso la riva de Brodevin furono rinvenuti resti di tombe e ossari (contenenti ossa combuste), elmi, spade, fibule e monete romane.
Altre sepolture, disposte su due strati, uno preromano e l'altro romano, sono state individuate a nordest dell'abitato. Da questo stesso sito proviene anche un cippo funerario di ardesia con un'iscrizione in lingua venetica. Altri oggetti preromani emersero a piazza della Croce e sul colle di Tamber, assieme a un denaro della famiglia Baebia (II secolo a.C.) e alle mura di una torre romana.
Il tutto fa pensare a una località strategica dal punto di vista militare, vista anche la presenza di importanti vie di comunicazione. A nord del paese, vicino al santuario della Madonna di Loreto, sono visibili tracce di strada romana mentre presso la chiusa, in località Treponti, doveva iniziare l'antichissima strada che metteva in comunicazione il Cadore con la Carnia attraverso passo della Mauria.
L'insediamento fu favorito dalla natura del territorio, ricco di risorse idriche e fertile, con un clima meno rigido che nel resto del Cadore.

### Simboli
Lo stemma ed il gonfalone del Comune di Lozzo di Cadore sono stati concessi con decreto del presidente della Repubblica del 2 maggio 1996.
nero, vista in prospettiva, posta in fascia, formata da quattro ferri lunghi, da otto corti e da quattro ferri verticali di sostegno, con l'anello posto a destra sul lato corto, essa graticola accompagnata nel canton sinistro del capo dalla palma di verde, arcuata, posta in banda. Ornamenti esteriori da Comune.»
Lo scudo è diviso in due: nella metà superiore è riprodotto lo stemma della Magnifica Comunità di Cadore; nella parte inferiore sono raffigurati una graticola e un ramo di palma,  simboli del martirio di san Lorenzo, protettore di Lozzo di Cadore.
Il gonfalone è un drappo di bianco con la bordatura di rosso.

## Monumenti e luoghi d'interesse

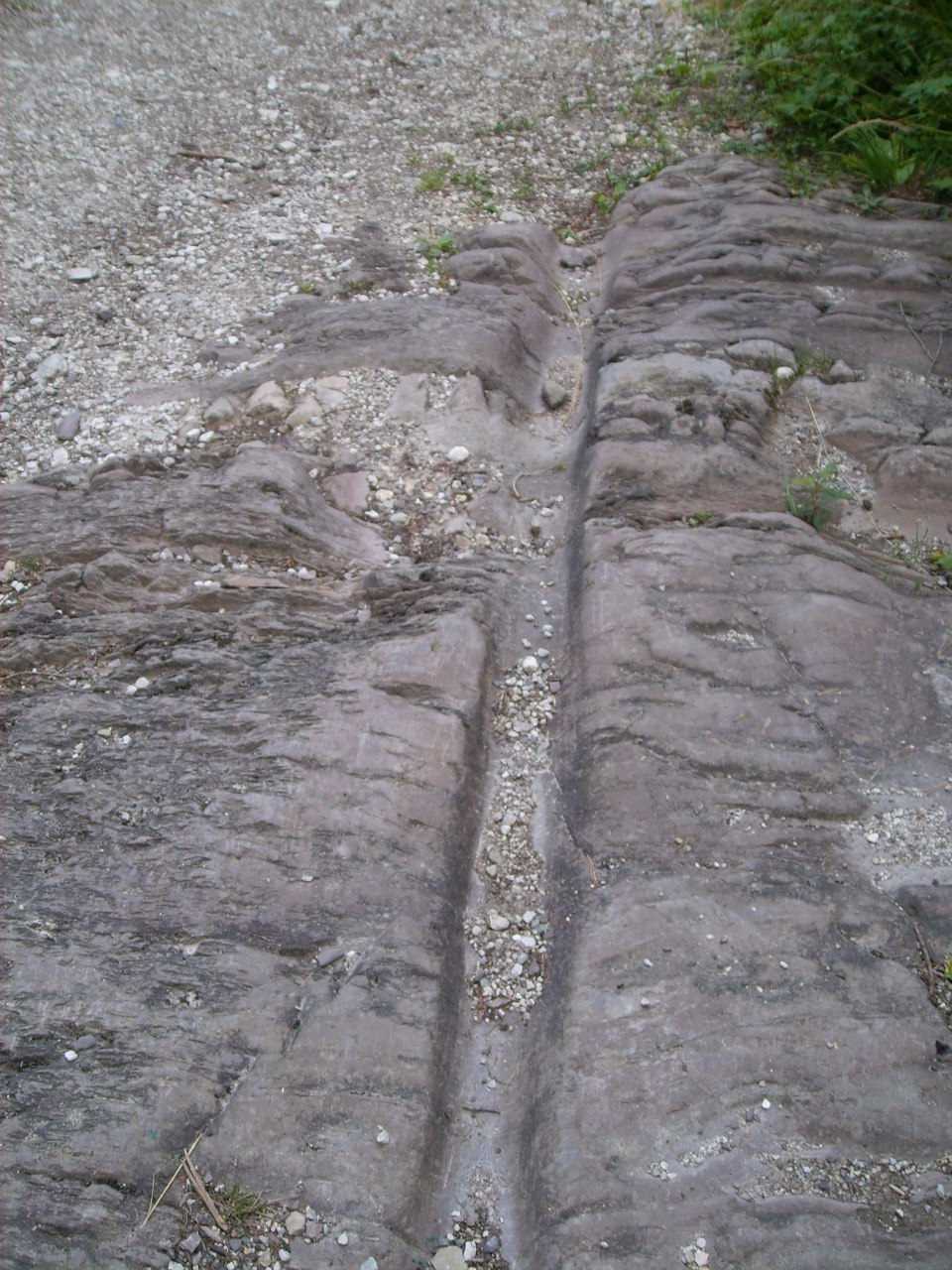
Tracce di strada romana nei pressi del Santuario della Madonna di Loreto

- la Roggia dei Mulini[8]: lungo la roggia del rio Rin è possibile osservare i resti, in parte recuperati, di antichi mulini ad acqua (che alimentavano numerosi opifici funzionanti fino ai primi anni del Novecento);
- il Museo della Latteria, che documenta le attrezzature e le attività legate alla filiera del latte;
- il Museo Ladino Diffuso;
- gli antichi e silenziosi percorsi, attrezzati con indicazioni naturalistiche, che si snodano attraverso i boschi del paese;
- l'altopiano di Pian dei Buoi, le vie alpinistiche sulle Marmarole, i ruderi delle fortificazioni della Grande Guerra e una malga ancora attiva.

## Società

### Evoluzione demografica
Abitanti censiti

## Amministrazione
| Periodo        | Periodo        | Primo cittadino     | Partito                         | Carica      | Note   |
| -------------- | -------------- | ------------------- | ------------------------------- | ----------- | ------ |
| 25 giugno 1985 | 18 maggio 1990 | Mario Da Pra        | lista civica                    | Sindaco     | [ 10 ] |
| 12 giugno 1990 | 24 aprile 1995 | Silvano Da Pra      | MSI - DN                        | Sindaco     | [ 11 ] |
| 24 aprile 1995 | 14 giugno 1999 | Giuliano Del Favero | indipendente                    | Sindaco     | [ 12 ] |
| 14 giugno 1999 | 14 giugno 2004 | Alessandro Da Pra   | lista civica                    | Sindaco     | [ 13 ] |
| 14 giugno 2004 | 8 giugno 2009  | Mario Manfreda      | lista civica                    | Sindaco     | [ 13 ] |
| 8 giugno 2009  | 26 maggio 2014 | Mario Manfreda      | lista civica                    | Sindaco     | [ 14 ] |
| 26 maggio 2014 | 27 maggio 2019 | Mario Manfreda      | lista civica Per il bene comune | Sindaco     | [ 15 ] |
| 28 maggio 2019 | 4 ottobre 2021 | Andrea Celsi        |                                 | Comm. pref. |        |
| 4 ottobre 2021 | in carica      | Alessio Zanella     | lista civica Ripartiamo Lozzo   | Sindaco     |        |

### Altre informazioni amministrative
La denominazione del comune fino al 1868 era Lozzo. Dal 1868 al 1957 fu Lozzo Cadore.

## Galleria d'immagini

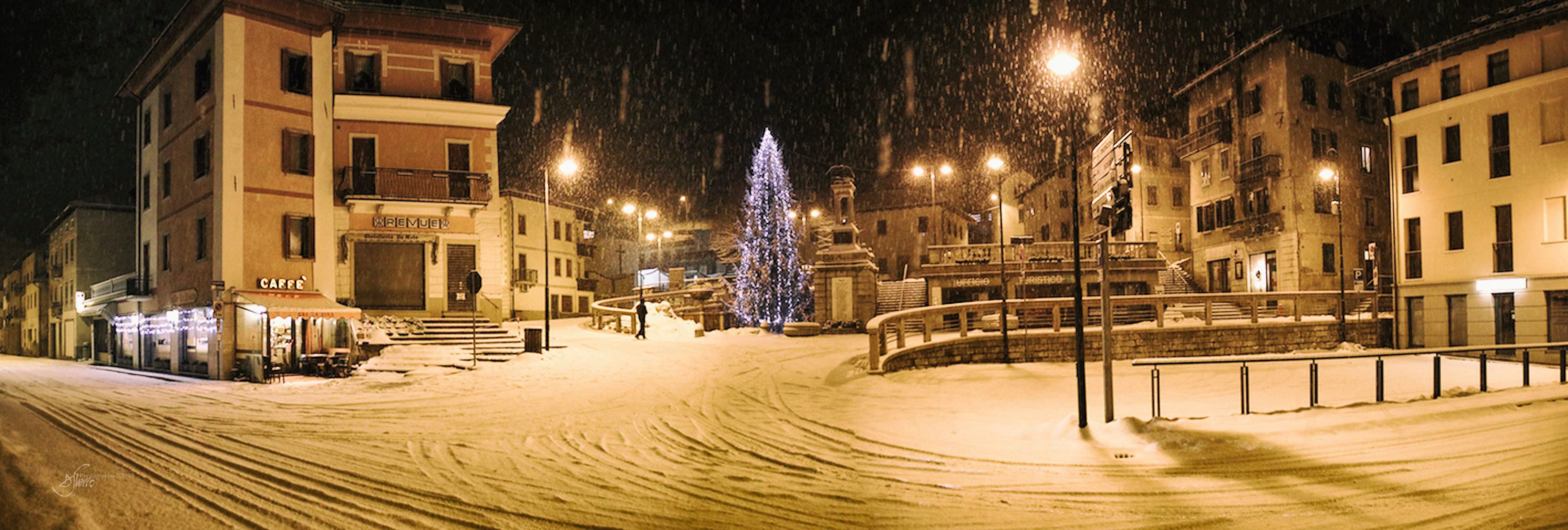
Piazza IV Novembre

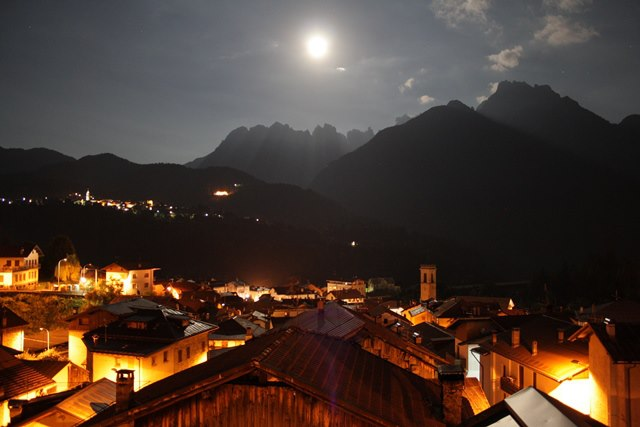
Lozzo di Cadore di notte
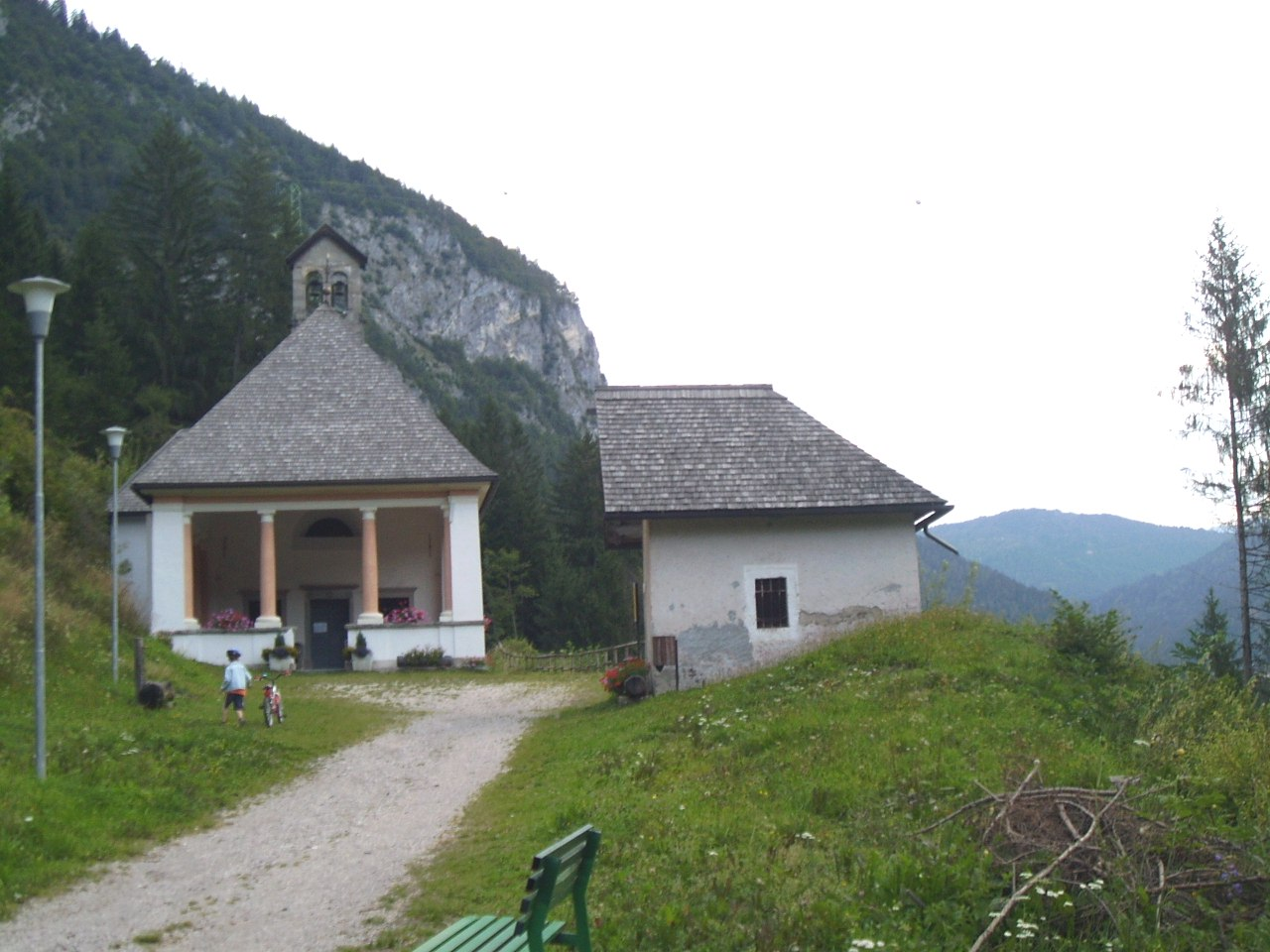
Santuario della Madonna di Loreto
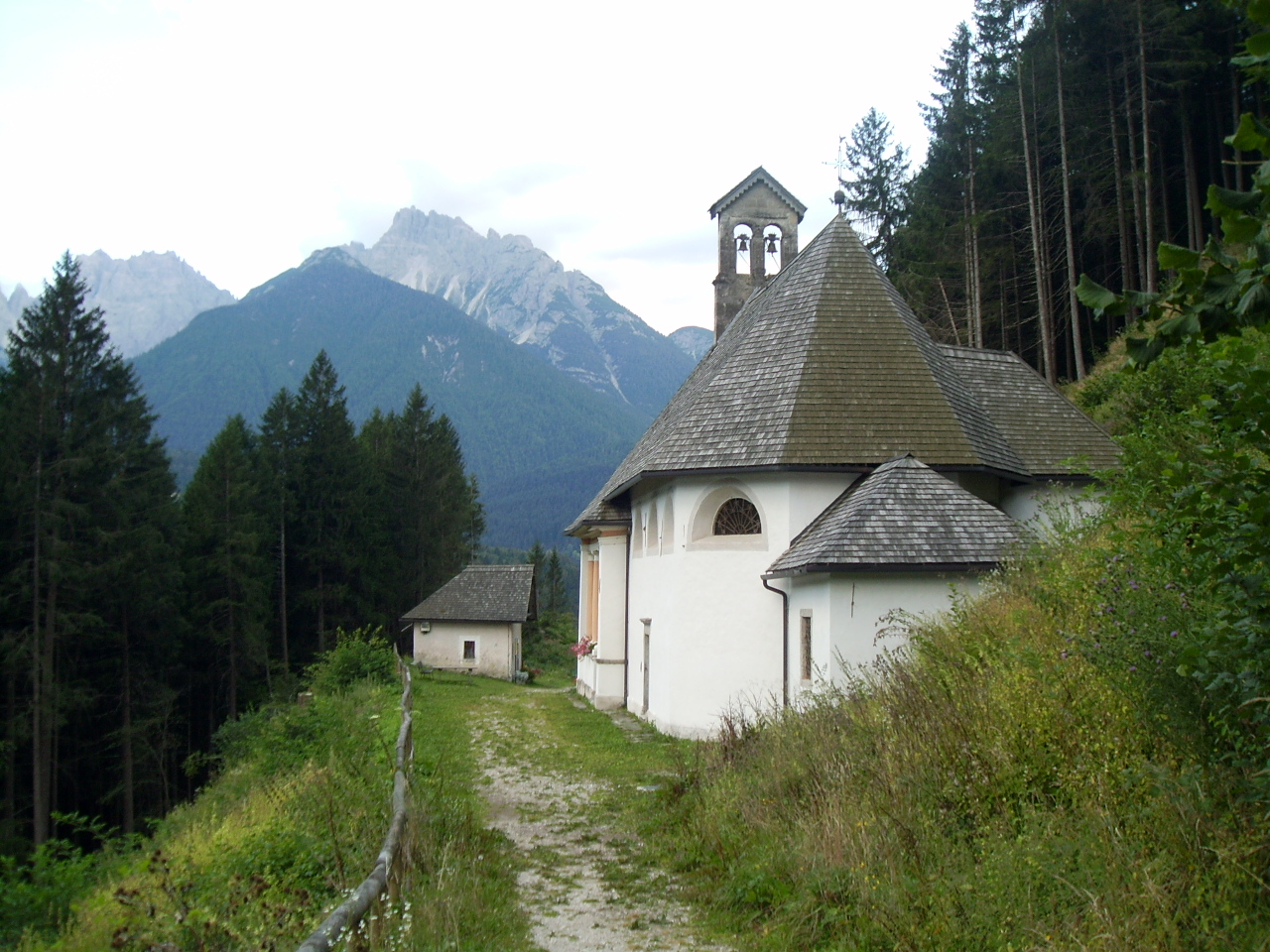
Retro del Santuario
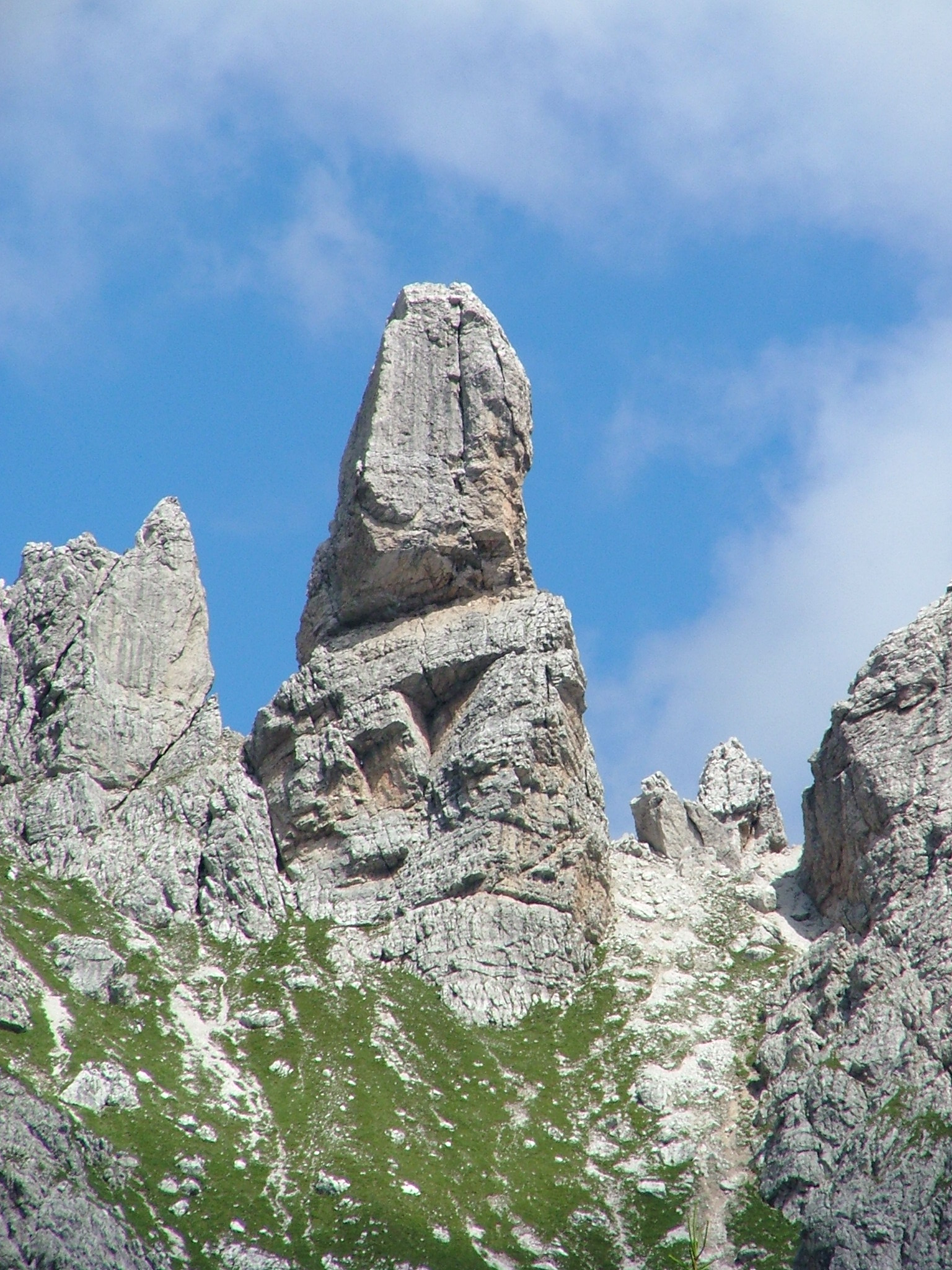
Il Pupo di San Lorenzo, Marmarole
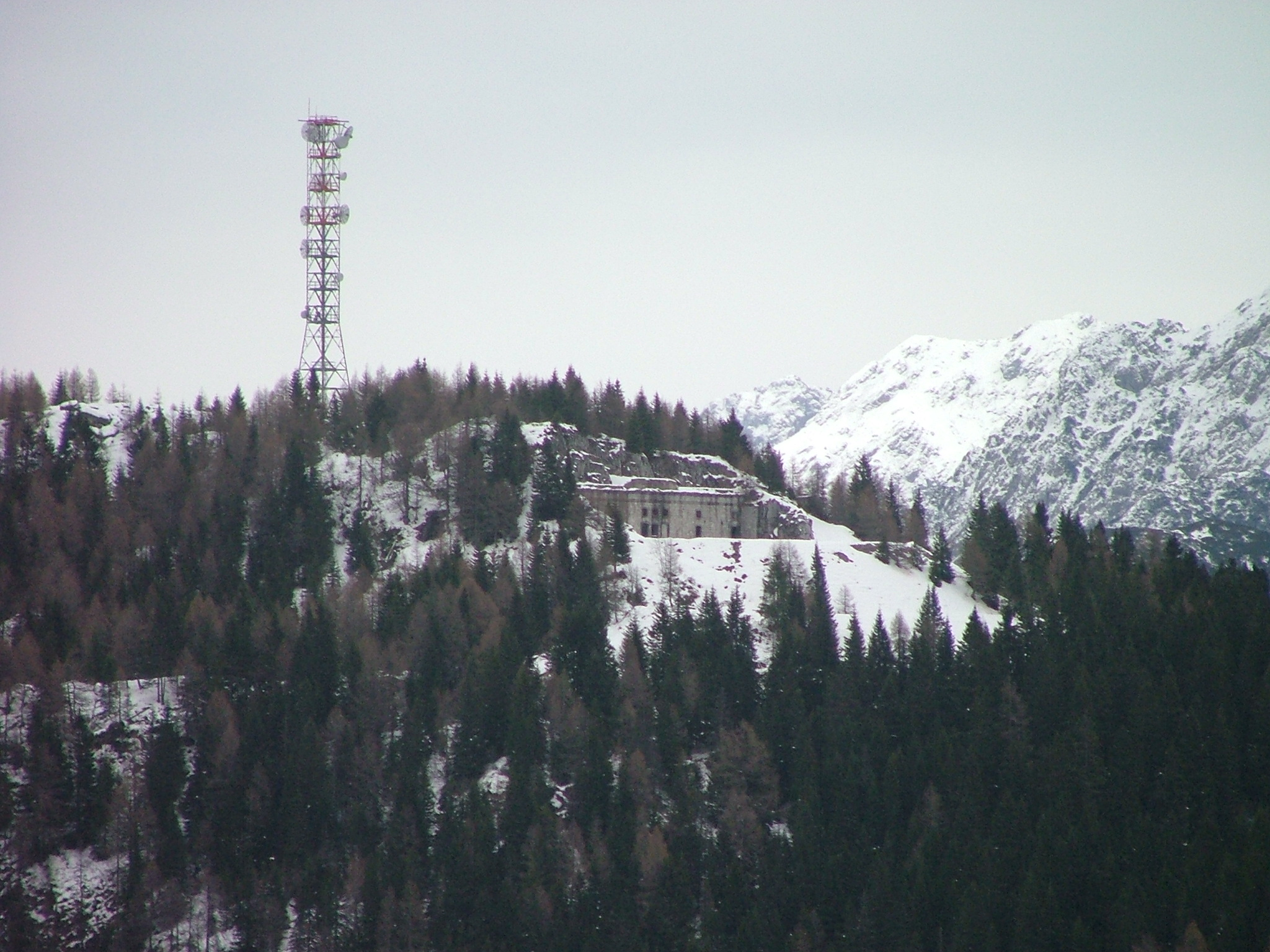
Fortificazione di Pian dei Buoi
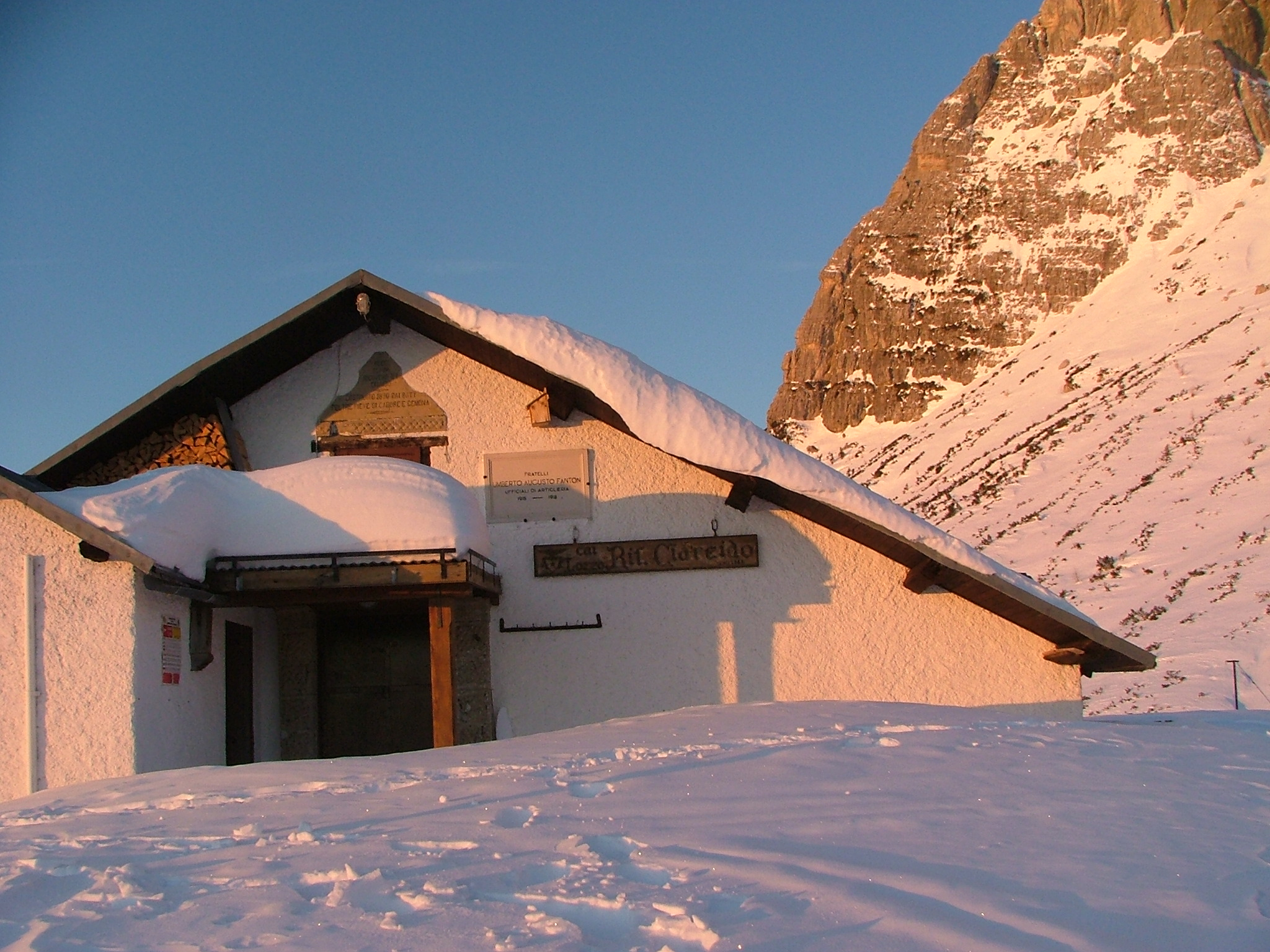
Rifugio Ciareido sulle Marmarole
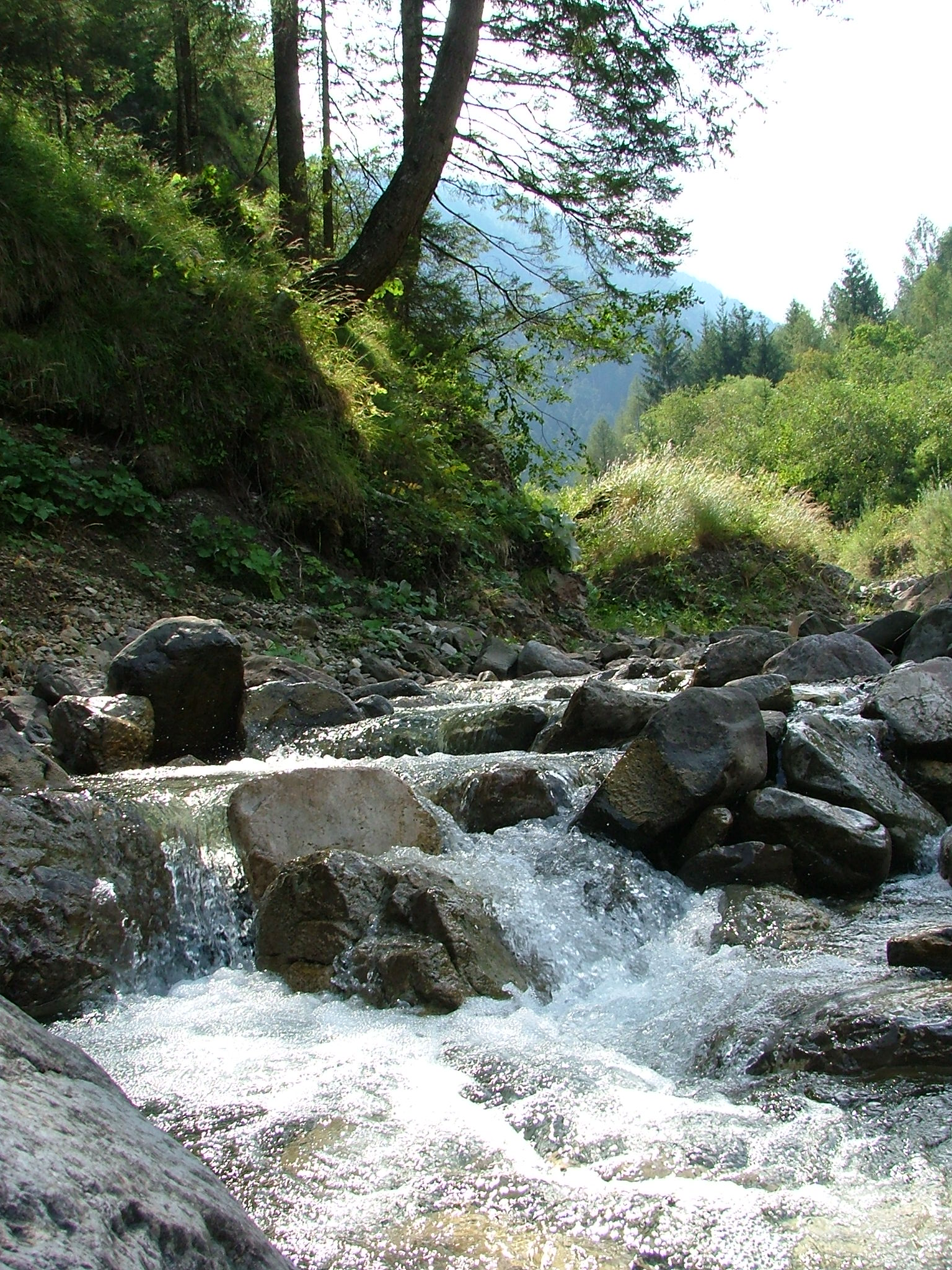
Rio Rin
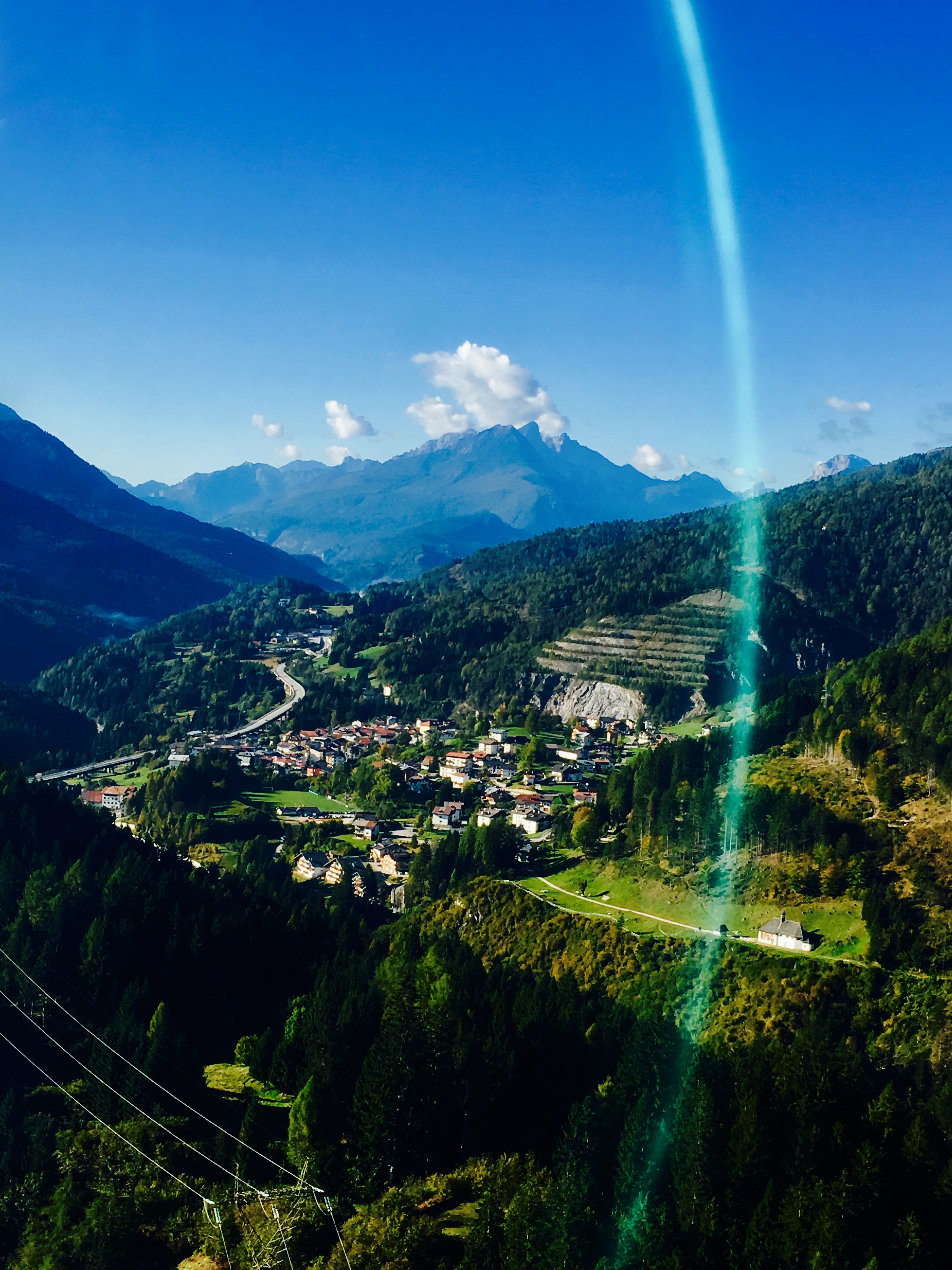
Lozzo di Cadore dall'elicottero
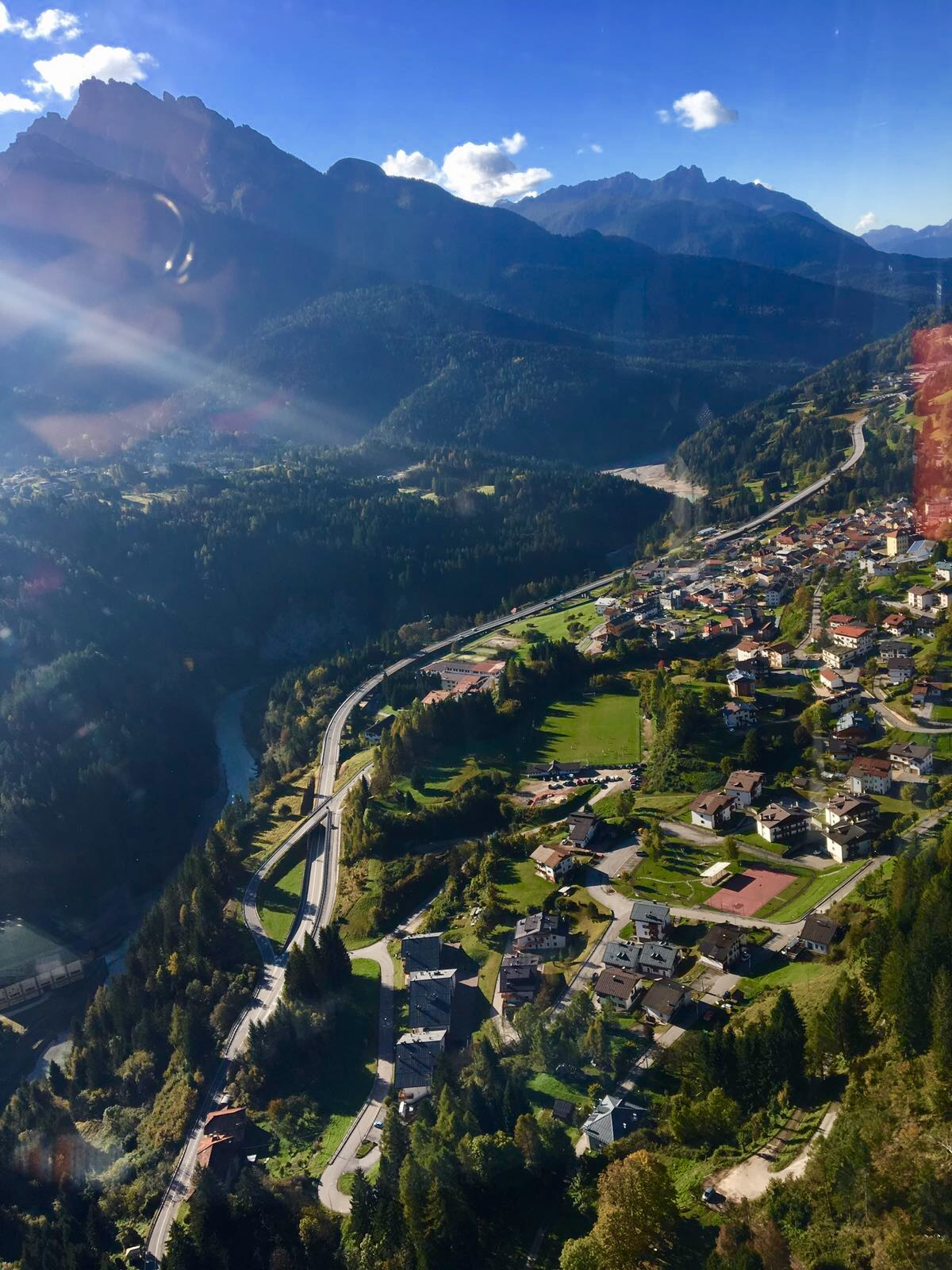
Lozzo di Cadore dall'elicottero
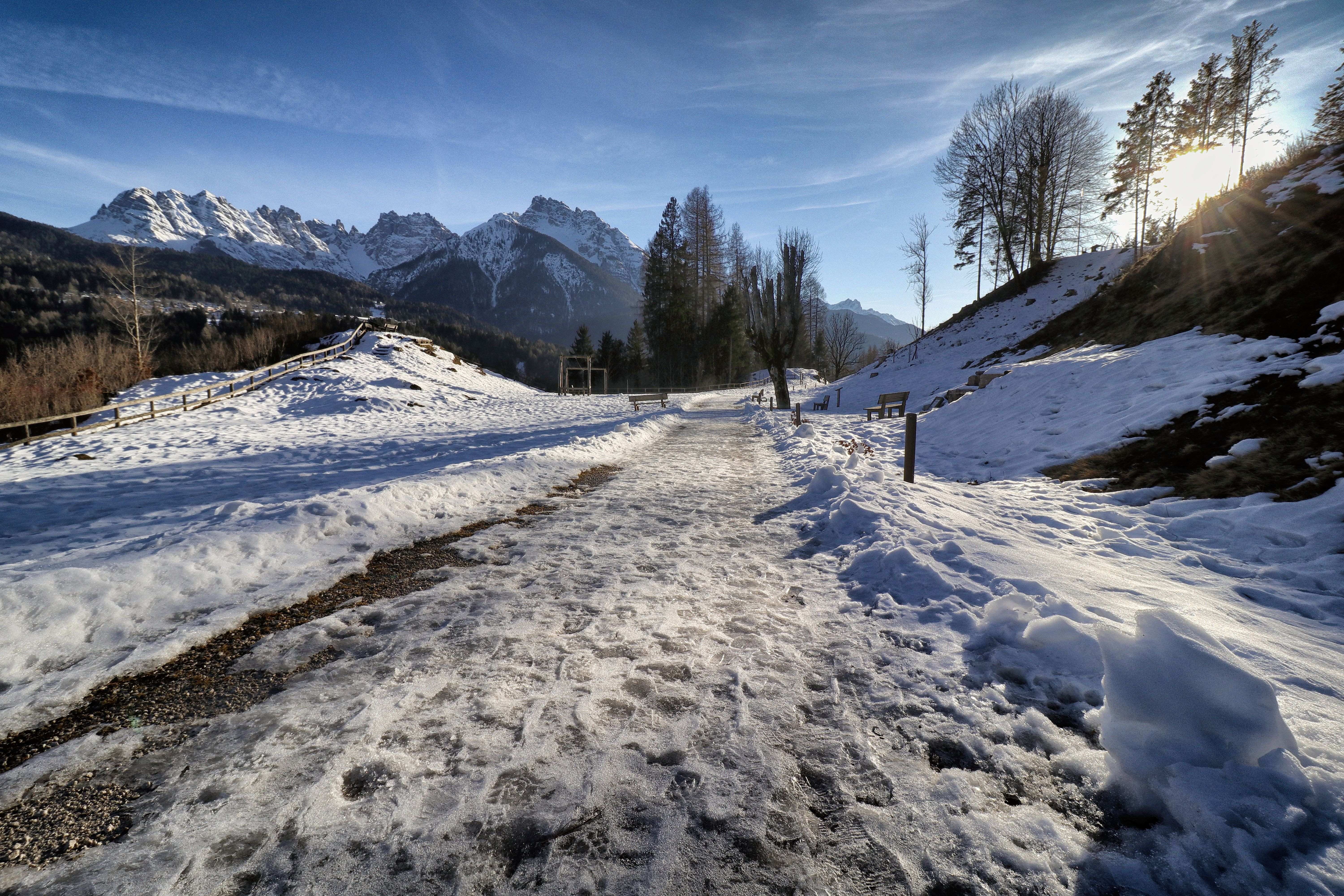
Parco intitolato a Papa Benedetto XVI in occasione della sua visita al Santuario della Madonna di Loreto nell'estate 2006